# ژونیور (بازیکن فوتبال، زاده ۱۹۸۸)
ژونیور (پرتغالی: Júnior؛ زادهٔ ۷ مهٔ ۱۹۸۸) بازیکن فوتبال اهل برزیل است.
از باشگاه‌هایی که در آن بازی کرده است می‌توان به باشگاه فوتبال پیکان، باشگاه فوتبال گل‌گهر سیرجان، باشگاه فوتبال ویتوریا ستوبال، باشگاه فوتبال سایپا، و باشگاه ورزشی باهیا اشاره کرد.